# Gymnoclasiopa aurifacies
Gymnoclasiopa aurifacies är en tvåvingeart som först beskrevs av Gabriel Strobl 1893.  Gymnoclasiopa aurifacies ingår i släktet Gymnoclasiopa, och familjen vattenflugor. Arten är reproducerande i Sverige.